# Taxonomia do domínio Archaea
Esta é uma lista taxônomica do domínio Archaea.

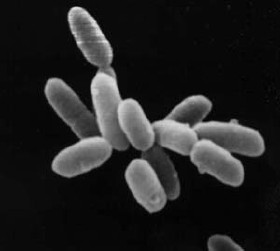
Halobacterium sp.

Archaea é um domínio de seres procariotas, quimiotróficos e extremófilos. A seguinte lista mostra a taxonomia do grupo até o nível de gênero, baseado nas classificações de Garrity e colaboradores (2007)   e Euzéby (2009) .

## Taxonomia
- Domínio Archaea Woese, Kandler & Wheelis 1990
  - Filo I. Crenarchaeota Garrity & Holt 2001
    - Classe I. Thermoprotei Reysenbach 2002
      - Ordem I. Thermoproteales Zillig & Stetter 1982
        - Família I. Thermoproteaceae Zillig & Stetter 1982
          - Gênero I. Thermoproteus Zillig & Stetter 1982
          - Gênero II. Caldivirga Itoh, Suzuki, Sanchez & Nakase 1999
          - Gênero III. Pyrobaculum Huber, Kristjansson & Stetter 1988
          - Gênero IV. Thermocladium Itoh, Suzuki & Nakase 1998
          - Gênero V. Vulcanisaeta Itoh, Suzuki & Nakase 2002

        - Família II. Thermofilaceae Burggraf, Huber & Stetter 1997
          - Gênero I. Thermofilum Zillig & Gierl 1983

      - Ordem II. Acidilobales Prokofeva, Kostrikina, Kolganova, Tourova, Lysenko, Lebedinsky & Bonch-Osmolovskaya 2009
        - Família I. Acidilobaceae Prokofeva, Kostrikina, Kolganova, Tourova, Lysenko, Lebedinsky & Bonch-Osmolovskaya 2009
          - Gênero I. Acidilobus Prokofeva, Miroshnichenko, Kostrikina, Chernyh, Kuznetsov, Tourova & Bonch-Osmolovskaya 2000

        - Família II. Caldisphaeraceae Prokofeva, Kostrikina, Kolganova, Tourova, Lysenko, Lebedinsky & Bonch-Osmolovskaya 2009
          - Gênero I. Caldisphaera Itoh, Suzuki, Sanchez & Nakase 2003

      - Ordem III. Desulfurococcales Huber & Stetter 2002
        - Família I. Desulfurococcaceae Zillig & Stetter 1983
          - Gênero I. Desulfurococcus Zillig & Stetter 1983
          - Gênero II. Aeropyrum Sako, Nomura, Uchida, Ishida, Morii, Koga, Hoaki & Maruyama 1996
          - Gênero III. Ignicoccus Huber, Burggraf, Mayer, Wyschkony, Rachel & Stetter 2000
          - Gênero IV. Ignisphaera Niederberger, Götz, MacDonald, Ronimus & Morgan 2006
          - Gênero V. Staphylothermus Stetter & Fiala 1986
          - Gênero VI. Stetteria Jochimsen, Peinemann-Simon, Völker, Stüben, Botz, Stoffers, Dando & Thomm 1998
          - Gênero VII. Sulfophobococcus Hensel, Matussek, Michalke, Tacke, Tindall, Kohlhoff, Siebers & Dielenschneider 1997
          - Gênero VIII. Thermodicus Stetter 2003
          - Gênero IX. Thermosphaera Huber, Dyba, Huber, Burggraf & Rachel 1998

        - Família II. Pyrodictiaceae Burggraf, Huber & Stetter 1997
          - Gênero I. Pyrodictium Stetter, König & Stackebrandt 1984
          - Gênero II. Hyperthermus Zillig, Holz & Wunderl 1991
          - Gênero III. Pyrolobus Blöch, Rachel, Burggraf, Hafenbradl, Jannasch & Stetter 1999

      - Ordem IV. Sulfolobales Stetter 1989
        - Família I. Sulfolobaceae Stetter 1989
          - Gênero I. Sulfolobus Brock, Brock, Belly & Weiss 1972
          - Gênero II. Acidianus Segerer, Neuner, Kristjansson & Stetter 1986
          - Gênero III. Metallosphaera Huber, Spinnler, Gambacorta & Stetter 1989
          - Gênero IV. Stygiolobus Segerer, Trincone, Gahrtz & Stetter 1991
          - Gênero V. Sulfurisphaera Kurosawa, Itoh, Iwai, Sugai, Uda, Kimura, Horiuchi & Itoh 1998
          - Gênero VI. Sulfurococcus Golovacheva, Val'Ekho-Roman & Troitskii 1985

  - Filo II. Euryarchaeota Garrity e Holt 2001
    - Classe I. Methanobacteria Boone 2002
      - Ordem I. Methanobacteriales Balch & Wolfe 1981
        - Família I. Methanobacteriaceae Barker 1956
          - Gênero I. Methanobacterium Kluyver & van Niel, 1936
          - Gênero II. Methanobrevibacter Balch & Wolfe 1981
          - Gênero III. Methanosphaera Miller & Wolin 1985
          - Gênero IV. Methanothermobacter Wasserfallen, Nölling, Pfister, Reeve & Conway de Macario 2000
          - Família II. Methanothermaceae Stetter 1982
          - Gênero I. Methanothermus Stetter 1982

    - Classe II. Methanococci Boone 2002
      - Ordem I. Methanococcales Balch & Wolfe 1981
        - Família I. Methanococcaceae Balch & Wolfe 1981
          - Gênero I. Methanococcus Kluyver & van Niel 1936
          - Gênero II. Methanothermococcus Whitman 2002

        - Família II. Methanocaldococcaceae Whitman, Boone & Koga 2002
          - Gênero I. Methanocaldococcus Whitman 2002
          - Gênero II. Methanotorris Whitman 2002

    - Classe III. Methanomicrobia Garrity, Bell & Lilburn 2003
      - Ordem I. Methanocellales Sakai, Imachi, Hanada, Ohashi, Harada & Kamagata 2008
        - Família I. Methanocellaceae Sakai, Imachi, Hanada, Ohashi, Harada & Kamagata 2008
          - Gênero I. Methanocella Sakai, Imachi, Hanada, Ohashi, Harada & Kamagata 2008

      - Ordem II. Methanomicrobiales Balch & Wolfe 1981
        - Família I. Methanomicrobiaceae Balch & Wolfe 1981
          - Gênero I. Methanomicrobium Balch & Wolfe 1981
          - Gênero II. Methanoculleus Maestrojuán, Boone, Xun, Mah & Zhang 1990
          - Gênero III. Methanofollis Zellner, Boone, Keswani, Whitman, Woese, Hagelstein, Tindall & Stackebrandt 1999
          - Gênero IV. Methanogenium Romesser, Wolfe, Mayer, Spiess & Walther-Mauruschat 1981
          - Gênero V. Methanolacinia Zellner, Messner, Kneifel, Tindall, Winter & Stackebrandt 1900
          - Gênero VI. Methanoplanus Wildgruber, Thomm, König, Ober, Ricchiuto & Stetter 1984
          - Gênero VII. Methanosphaerula Cadillo-Queiroz, Yavitt & Zinder 2009

        - Família II. Methanocorpusculaceae Zellner, Stackebrandt, Messner, Tindall, Conway de Macario, Kneifel, Sleyter & Winter 1989
          - Gênero I. Methanocorpusculum Zellner, Alten, Stackebrandt, Conway de Macario & Winter 1988

        - Família III. Methanospirillaceae Boone, Whitman & Koga 2002
          - Gênero I. Methanospirillum Ferry, Smith & Wolfe 1974

        - Família Incertae sedis
          - Gênero I. Methanocalculus Ollivier, Fardeau, Cayol, Magot, Patel, Prensier & Garcia 1998
          - Gênero II. Methanolinea Imachi, Sakai, Sekiguchi, Hanada, Kamagata, Ohashi & Harada 2008

      - Ordem III. Methanosarcinales Boone, Whitman & Koga 2002
        - Família I. Methanosarcinaceae Balch & Wolfe 1981
          - Gênero I. Methanosarcina Kluyver & van Niel 1936
          - Gênero II. Methanimicrococcus Sprenger, van Belzen, Rosenberg, Hackstein e Keltjens 2000
          - Gênero III. Methanococcoides Sowers & Ferry 1985
          - Gênero IV. Methanohalobium Zhilina & Zavarzin 1988
          - Gênero V. Methanohalophilus Paterek & Smith 1988
          - Gênero VI. Methanolobus König & Stetter 1983
          - Gênero VII. Methanomethylovorans Lomans, Maas, Luderer, Op Den Camp, Pol, van der Drft & Vogels 2004
          - Gênero VIII. Methanosalsum Boone & Baker 2002 Haloquadratum walsbyi

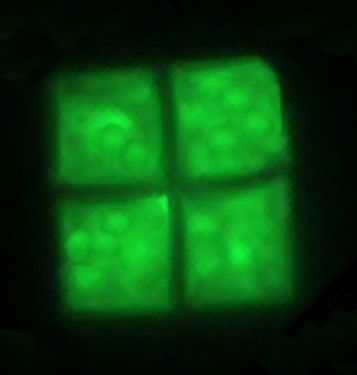
Haloquadratum walsbyi

        - Família II. Methanosaetaceae Boone, Whitman & Koga 2002
          - Gênero I. Methanosaeta Patel & Sprott 1990
          - Gênero II. Methanothrix Huser, Wuhrmann & Zehnder 1984

        - Família III. Methermicoccaceae Cheng, Qiu, Yin, Wu, Hu, Deng & Zhang 2007
          - Gênero I. Methermicoccus Cheng, Qiu, Yin, Wu, Hu, Deng & Zhang 2007

    - Classe IV. Halobacteria Grant, Kamekura, McGenity & Ventosa 2002
      - Ordem I. Halobacteriales Grant & Larsen 1989
        - Família I. Halobacteriaceae Gibbons 1974
          - Gênero I. Halobacterium Elazari-Volcani 1957
          - Gênero II. Haladaptatus Savage, Krumholz, Oren & Elshahed 2007
          - Gênero III. Halalkalicoccus Xue, Fan, Ventosa, Grant, Jones, Cowan & Ma 2005
          - Gênero IV. Haloarcula Torreblanca, Rodriguez-Valera, Juez, Ventosa, Kamekura & Kates 1986
          - Gênero V. Halobaculum Oren, Gurevich, Gemmell & Teske 1995
          - Gênero VI. Halobiforma Hezayen, Tindall, Steinbüchel & Rehm 2002
          - Gênero VII. Halococcus Schoop 1935
          - Gênero VIII. Haloferax Torreblanca, Rodriguez-Valera, Juez, Ventosa, Kamekura & Kates 1986
          - Gênero IX. Halogeometricum Montalvo-Rodriguez, Vreeland, Oren, Kessel, Betancourt & López-Garriga 1998
          - Gênero X. Halomicrobium Oren, Elevi, Watanabe, Ihara & Corcelli 2002
          - Gênero XI. Halopiger Gutiérrez, Castillo, Kamekura, Xue, Ma, Cowan, Jones, Grant & Ventosa 2007
          - Gênero XII. Haloplanus Elevi Bardavid, Mana & Oren 2007
          - Gênero XIII. Haloquadradum Burns, Janssen, Itoh, Kamekura, Li, Jensen, Rodríguez-Valera, Bolhuis & Dyall-Smith 2007
          - Gênero XIV. Halorhabdus Waino, Tindall & Ingvorsen 2000
          - Gênero XV. Halorubrum McGenity & Grant 1996
          - Gênero XVI. Halosarcina Savage, Krumholz, Oren & Elshahed 2008
          - Gênero XVII. Halosimplex Vreeland, Straight, Krammes, Dougherty, Rosenberg & Kamekura 2003
          - Gênero XVIII. Halostagnicola Castillo, Gutiérrez, Kamekura, Xue, Ma, Cowan, Jones, Grant & Ventosa 2006
          - Gênero XIX. Haloterrigena Ventosa, Gutiérrez, Kamekura & Dyall-Smith 1999
          - Gênero XX. Halovivax Castillo, Gutiérrez, Ma, Cowan, Jones, Grant & Ventosa 2006
          - Gênero XXI. Natrialba Kamekura & Dyall-Smith 1996
          - Gênero XXII. Natrinema McGenity, Gemmell & Grant 1998
          - Gênero XXIII. Natronobacterium Tindall, Ross & Grant 1984
          - Gênero XXIV. Natronococcus Tindall, Ross & Grant 1984
          - Gênero XXV. Natronolimnobius Itoh, Yamaguchi, Zhou & Takashina 2005
          - Gênero XXVI. Natronomonas Kamekura, Dyall-Smith, Upasani, Ventosa & Kates 1997
          - Gênero XXVII. Natronorubrum Xu, Zhou & Tian 1999

    - Classe V. Thermoplasmata Reysenbach 2002
      - Ordem I. Thermoplasmatales Reysenbach 2002
        - Família I. Thermoplasmataceae Reysenbach 2002
          - Gênero I. Thermoplasma Darland, Brock, Samsonoff & Conti 1970

        - Família II. Picrophilaceae Schleper, Pühler, Klenk & Zillig 1996
          - Gênero I. Picrophilus Schleper, Pühler, Klenk & Zillig 1996

        - Família III. Ferroplasmataceae Golyshina, Pivovarova, Karaviako, Kondrateva, Moore, Abraham, Lünsdorf, Timmis, Yakimov & Golyshin 2000
          - Gênero I. Ferroplasma Golyshina, Pivovarova, Karaviako, Kondrateva, Moore, Abraham, Lünsdorf, Timmis, Yakimov & Golyshin 2000
          - Gênero II. Acidiplasma Golyshina, Yakimov, Lünsdorf, Ferrer, Nimitz, Timmis, Wray, Tindall & Golyshin 2009

        - Família Incertae sedis
          - Gênero I. Thermogymnomonas Itoh, Yoshikawa & Takashina 2007

    - Classe VI. Thermococci Zillig & Reysenbach 2002
      - Ordem I. Thermococcales Zillig, Holtz, Klenk, Trent, Wurdel, Janekovic, Imsel & Haas 1988
        - Família I. Thermococcaceae Zillig, Holtz, Klenk, Trent, Wurdel, Janekovic, Imsel & Haas 1988
          - Gênero I. Thermococcus Zillig 1983
          - Gênero II. Palaeococcus Takai, Sugai, Itoh & Horikoshi 2000
          - Gênero III. Pyrococcus Fiala & Stetter 1986

    - Classe VII. Archaeoglobi Garrity & Holt 2002
      - Ordem I. Archaeoglobales Huber & Stetter 2002
        - Família I. Archaeoglobaceae Huber & Stetter 2001
          - Gênero I. Archaeoglobus Stetter 1988
          - Gênero II. Ferroglobus Hafenbradl, Keller, Dirmeier, Rachel, Robnagel, Burggraf, Huber & Stetter 1996
          - Gênero III. Geoglobus Kashefi, Tor, Holmes, Gaw van Praagh, Reysenbach & Lovley 2002

    - Classe VIII. Methanopyri Garrity & Holt 2002
      - Ordem I. Methanopyrales Huber & Stetter 2002
        - Família I. Methanopyraceae Huber & Stetter, 2002
          - Gênero I. Methanopyrus Kurr, Huber, König, Jannasch, Fricke, Trincone, Kristjansson & Stetter 1991

## Observações
Dois outros possíveis filos são descritos na literatura, Korarchaeota e Nanoarchaeota, entretanto suas validades são questionadas, não constando na última edição do Bergey's Manual of Systematic Biology (2004/05). Em 2008, um novo filo foi proposto, o Thaumarchaeota, para abrigar arquéias mesófilas. 
- Korarchaeota Barns, Delwiche, Palmer & Pace 1996

Conhecida somente de seqüências genéticas de ARNr 16S obtida de amostras de fontes hidrotermais de alta temperatura do Parque Yellowstone. Análise do material sugere que não pertence aos outros grupos principais de arquéias, Crenarchaeota e Euryarchaeota, sendo de origem mais antiga. Entretanto, é possível que o Korarchaeota não seja um grupo separado, mas simplesmente um organismo que tenha sofrido uma mutação rápida ou não usual do gene ARNr 16S.  
- Nanoarchaeota Huber, Hohn, Rachel, Fuchs, Wimmer & Stetter 2002

Filo criado em 2002 para abrigar a espécie hipertermófila Nanoarchaeum equitans cujas relações de parentesco são incertas. Ao comparar a seqüência ARNr com as dos outros dois filos, são encontradas diferenças tão grandes quantos a diferença entre ambos os filos. Outros pesquisadores, no entanto, sugerem que esta arquéia seja relacionada as Thermococcales, do filo Euryarchaeota.   
- Thaumarchaeota Brochier-Armanet, Boussau, Gribaldo & Forterre 2008

O filo foi proposto baseado em dados filogenéticos, como seqüência de RNA ribossômico, e a presença de uma forma de topoisomerase tipo I, que previamente era encontrada apenas em eucariontes, para abrigar arquéias mesofílicas, que até então eram agrupadas no filo Crenarchaeota.